# Makkabi Kraków (wioślarstwo)
Sekcja Wioślarska Żydowskiego Klubu sportowego „Makkabi” Kraków – wioślarska sekcja krakowskiego klubu Makkabi zrzeszająca Żydów, działająca od 1923 roku. Sekcja zaprzestała działalności w 1939.

## Historia

### Okres międzywojenny
Założycielem sekcji wioślarskiej w Makkabi Kraków był wcześniejszy założyciel sekcji pływackiej, dr Leon Silberberg. Łodzie zostały zakupione ze składek członków, przez długi czas były one jednak przechowywane w szopie znajdującej się w znacznej odległości od brzegu Wisły. Trudności związane z przenoszeniem łodzi potęgowała stromizna brzegu i nawet zbudowanie rampy oraz używanie do transportu specjalnych wózków nie rozwiązały problemu. Sytuację poprawiło dopiero wybudowanie na przełomie lat 20. I 30. przystani nad Wisłą i przekopanie do niej zatoki. W połowie lat 30. Makkabi wybudowało nową przystań. Była nowoczesnym murowanym budynkiem na prawym brzegu Wisły powyżej Mostu Dębnickiego. W okresie tym sekcja wioślarska traciła już jednak popularność na rzecz kajakarzy Makkabi.
W związku z wewnętrznymi przepisami Polskiego Związku Towarzystw Wioślarskich, stowarzyszenie oznaczone w nazwie jako żydowskie do Związku przystąpić nie miało prawa. Makabi mogło ubiegać się o przyjęcie do PZTW po zmianie nazwy sekcji na „nieżydowską” (tak postąpił KW 30 Kalisz, klub uznawany za asymilancki). Taki oportunizm byłoby jednak sprzeczny z syjonistycznymi poglądami. W wyniku tego, zarówno wioślarze Makkabi Kraków, jak Makabi Warszawa oraz Makkabi Wilno, do PZTW nigdy nie przystąpiły – choć dyskryminujące kluby żydowskie przepisy tego związku zostały uchylone w 1938 przez ZPZS-PKOl.

### II wojna światowa
Wraz z wkroczeniem do Polski Niemców, Żydzi utracili ochronę prawną. Formalne rozwiązanie stowarzyszeń żydowskich (a zatem i Makkabi Kraków) nastąpiło na mocy rozporządzenia o stowarzyszeniach w Generalnym Gubernatorstwie z dnia 23 lipca 1940 roku. Na tej postawie Gubernatorstwo przejęło cały majątek organizacji żydowskich. Przystań klubowa została zniszczona przez Niemców przed końcem okupacji.

## Rywalizacja sportowa
W związku z nieprzystąpieniem do PZTW, wioślarze Makkabi Kraków byli pozbawieni możliwości konkurowania z innymi klubami. W okresie międzywojennym zawody wioślarskie były organizowane niemal wyłącznie w ramach PZTW. Pomimo tego, wioślarstwo w Makabi miało charakter sportowy, a nie tylko rekreacyjny.

## Galeria

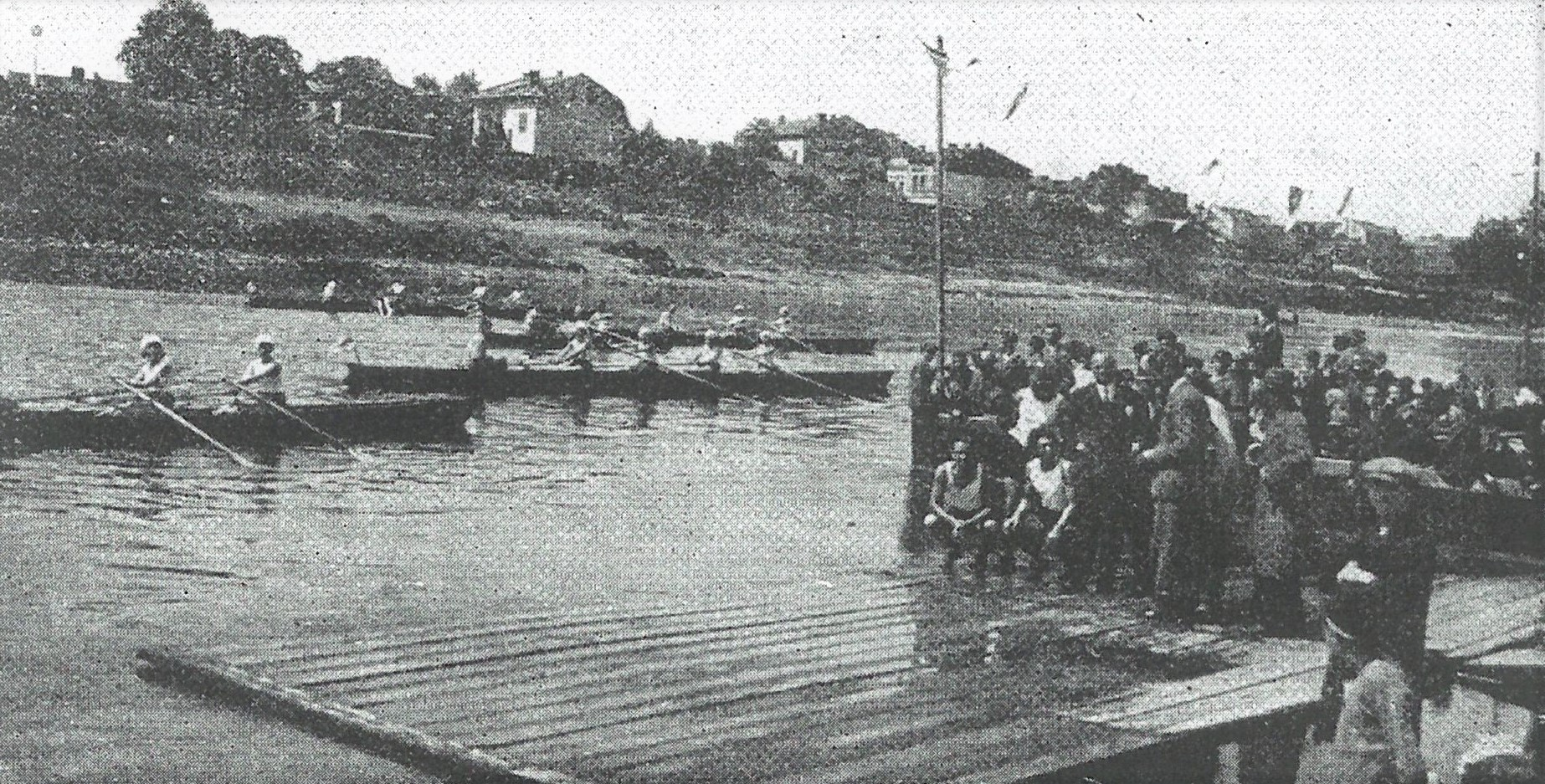
Wewnętrzne regaty klubu lata 20.
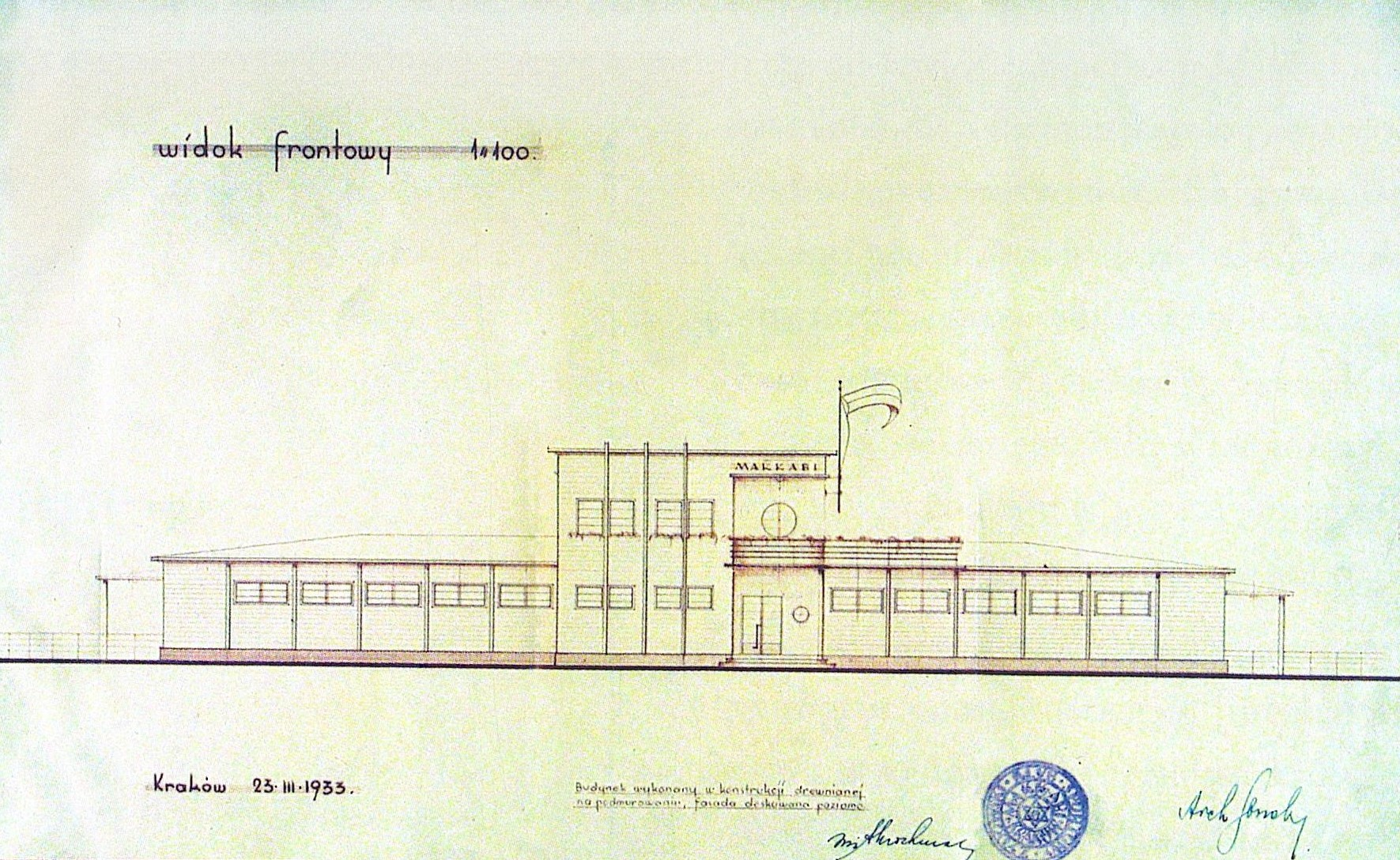
Projekt przystani
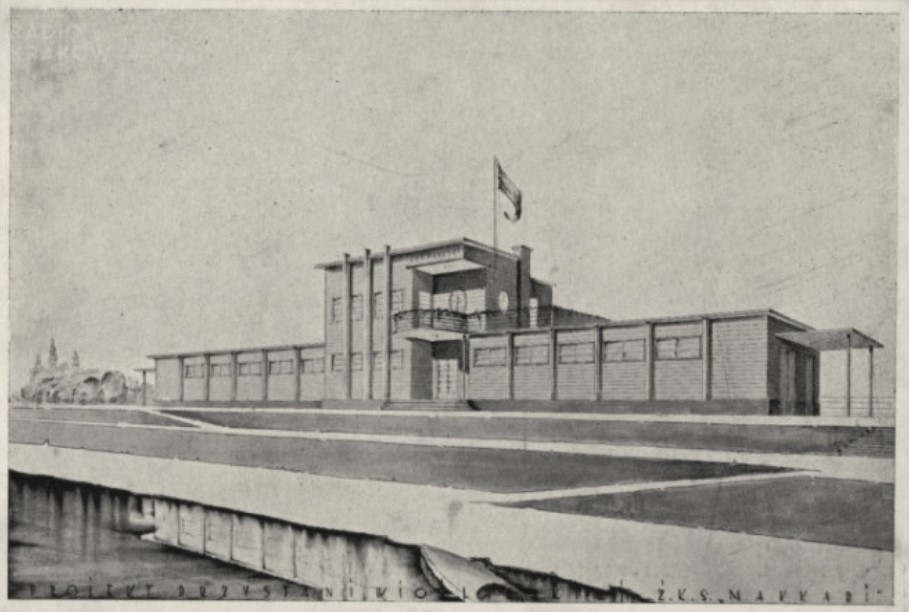
Przystań w latach 30.